# Tasili Wan Al-Hadżdżar
Tasili Wan Al-Hadżdżar albo Tasili wan-Ahakkar (fr. Tassili du Hoggar) - wyżyna w południowej Algierii, w obszarze Sahary, poprzecinana kilkoma suchymi dolinami (uedami), wśród których najgłębsza to Wadi Ihrin. Najwyższe wzniesienie sięga tu 523 m n.p.m. 